# Кондзяку моногатари-сю
Кондзяку моногатари-сю (яп. 今昔物語集 Кондзяку моногатари-сю:, «Собрание стародавних повестей»), также Кондзяку моногатари — японский сборник рассказов сэцува, составленный в период Хэйан (794 — 1185 гг.). Датируется первой половиной XII в. Составитель сборника и его аудитория неизвестны. Самый большой из известных сборников сэцува. Всего насчитывал 31 свиток. До наших дней дошло 28 свитков, включающих 1039 рассказов. По месту действия рассказов делился на 3 секции: индийскую Тэндзику (яп. 天竺), китайскую Синтан (яп. 震旦) и японскую Хонтё (яп. 本朝).

## Название
Название Кондзяку происходит от общего для всех рассказов зачина има ва мукаси (яп. 今は昔, «давным-давно»). Иероглифы 今 и 昔 могут также читаться как кон и дзяку по китаизированным чтениям — таким образом получается слово Кондзяку (яп. 今昔).

## Рукописи памятника
Различные источники насчитывают от 20 до 36 сохранившихся списков «Кондзяку моногатари-сю». Наиболее ранним дошедшим до нас списком «Кондзяку моногатари-сю» считается рукопись Судзука (яп. 鈴鹿本 Судзука бон). Она датируется серединой эпохи Камакура (1185—1333 г.) и включает в себя 2, 5, 7, 9, 10, 12, 17, 27, 29 свитки оригинала. Автор рукописи и место, где она была написана, неизвестны. 2 свитка из состава рукописи Судзука уже в 1844 г. принадлежали роду Судзука, представители которого служили жрецами в синтоистском святилище Ёсида в Киото. Глава рода, служитель культа и представитель нативистского интеллектуального течения кокугаку Судзука Цуратанэ (1795—1870) был известным коллекционером книг — именно он и приобрёл свитки рукописи. В 1915 году с разрешения дома Судзука часть рукописи была впервые опубликована в журнале филологического института Императорского университета Киото, расположенного рядом со святилищем Ёсида. В 1991 году рукопись была передана на постоянное хранение в библиотеку Университета Киото. В 1996 году рукопись Судзука была признана национальным сокровищем Японии. Она написана смешанным письмом с использованием китайских иероглифов и слоговой азбуки катаканы — кандзи кана мадзирибун (яп. 漢字仮名混じり文), или вакан конкобун (яп. 和漢混交文).

## Авторство и назначение
Составитель Кондзяку доподлинно неизвестен, однако преимущественное использование в тексте иероглифов уже говорит об авторе-мужчине. Существует несколько версий авторства, датировки и назначения памятника. По версии японского филолога Кавагути Хисао, Кондзяку был составлен в качестве антологии для пастыря буддийской общины крупного храма и закончен к 1120 году. Другой японский специалист, Конно Тору, предполагал, что автором был монах-переписчик большого монастыря, и датировал памятник серединой XII века. По мнению исследователя Кондзяку Кунисаки Фумимаро, создание сборника началось по приказу императора Сиракава (правил в 1073—1087 гг., как отрёкшийся император в 1087—1129 гг.), однако не было завершено из-за его смерти в 1129 году. Филолог Нагаи Ёсинори считал, что памятник составлен Минамото-но Такакуни (1004—1077), предполагаемым автором Удзи дайнагон моногатари (яп. 宇治大納言物語, «Рассказы старшего советника из Удзи»), совместно с монахами школы Тэндай из фракции Дзимон-ха. После смерти Такакуни сборник был завершён его единомышленниками.

## Состав памятника
«Кондзяку моногатари-сю» по географическому принципу делится на 3 крупных раздела в следующем порядке:
- 1-5 свитки — индийская секция Тэндзику (яп. 天竺),
- 6-10 свитки — китайская секция Синтан (яп. 震旦),
- 11-31 свитки — японская секци Хонтё (яп. 本朝), которая делится на 2 подсекции: буддийскую, включащую свитки 11-20, и мирскую, включающую свитки 21-31.

3 свитка (8, 18, 21) не дошли до наших дней и, возможно, никогда не существовали. По одной из гипотез, лакуны в тексте могли быть оставлены намеренно.
Порядок разделов отражает путь, который прошло буддийское учение перед проникновением в Японию: после зарождения в Индии оно попадает в Китай, из которого оказывается принесено на Японские о-ва.
Индийский раздел Тэндзику включает в себя свитки 1-5, целиком состоит из историй религиозного содержания и содержит 187 рассказов, из которых до нас дошли 185:
- Свиток 1 — 38 рассказов, из них не дошли два; биография исторического Будды Шакьямуни от его рождения до достижения просветления.
- Свиток 2 — 41 рассказ; проповеди Будды Шакьямуни с объяснением различных явлений в духе буддийского учения.
- Свиток 3 — 35 рассказов; чудеса Будды Шакьямуни, произошедшие после его просветления, а также его нирвана и смерть родителей исторического Будды.
- Свиток 4 — 41 рассказ; истории об учениках Будды Шакьямуни после его нирваны.
- Свиток 5 — 32 рассказа; рассказы о прошлых буддах, а также людях и животных до Будды Шакьямуни.

Китайский раздел Синтан включает в себя свитки 6-10 и содержит как буддийские, так и мирские истории, из которых до нас дошла 181:
- Свиток 6 — 48 рассказов; истории о проникновении буддизма в Китай и его распространении.
- Свиток 7 — 48 рассказов, не дошёл один; рассказы о чудесах, связанных с сутрами, в основном с Сутрой лотоса.
- Свиток 8 — не дошёл до наших дней; вероятно, содержал истории о милости бодхисаттв.
- Свиток 9 — 46 рассказов; дидактические истории о сыновьей почтительности и причине и следствии; действие многих из них происходит в загробном мире и связано с героями, которые возвращаются к жизни после смерти.
- Свиток 10 — 40 рассказов; рассказы о событиях из китайской истории и жизни известных китайских мудрецов (Конфуция, Лао-цзы, Чжуан-цзы).

Японский раздел Хонтё, самый крупный, также делится на буддийскую и мирскую части. Буддийская часть включает свитки 11-20, из состава которых до нас дошли 380 рассказов>:	
- Свиток 11 — 38 рассказов, не дошли пять; проникновение буддизма в Японию и его распространение вплоть до основания важнейших храмов.
- Свиток 12 — 40 рассказов; истории о важнейших буддийских фестивалях, а также прославляющие Будду и его Закон.
- Свиток 13 — 44 рассказа; истории, восхваляющие Сутру лотоса.
- Свиток 14 — 45 рассказов; истории, восхваляющие различные сутры.
- Свиток 15 — 44 рассказа; истории о людях, переродившихся в Чистой земле Будды Амиды.
- Свиток 16 — 40 рассказов, не дошёл один; истории о монахах и чудесах бодхисаттвы Каннон.
- Свиток 17 — 50 рассказов; чудеса различных бодхисаттв, в том числе популярного бодхисаттвы Дзидзо.
- Свиток 18 — не дошёл до наших дней; вероятно, содержал истории об известных монахах.
- Свиток 19 — 44 рассказа, не дошли три; истории на различные темы, в частности, о людях, принявших буддийские обеты.
- Свиток 20 — 46 рассказов, не дошли два; дидактические истории о кармическом воздаянии и загробном мире.

Мирская часть японской секции включает в себя свитки 21-31, из состава которых дошли 282:
- Свиток 21 — не дошёл до наших дней; возможно, содержал истории о представителях императорского дома.
- Свиток 22 — 8 рассказов; истории о могущественных царедворцах, в основном о челнах клана Фудзивара.
- Свиток 23 — 26 рассказов, не дошли 12; истории о силачах, в том числе женщинах.
- Свиток 24 — 57 рассказов, не дошли два; истории о мастерах искусств.
- Свиток 25 — 22 рассказа, не дошли два; истории о битвах и различных воинах; «Кондзяку моногатари-сю» считается одним из первых письменных памятников, где фигурируют самураи.
- Свиток 26 — 23 рассказа; истории, иллюстрирующие кармический принцип.
- Свиток 27 — 35 рассказов; истории о добрых и злых духах.
- Свиток 28 — 44 рассказа; анекдотические истории.
- Свиток 29 — 40 рассказов; истории о плохих поступках и воздаянии за них.
- Свиток 30 — 14 рассказов; истории о любви с большим количеством стихов.
- Свиток 31 — 37 рассказов; дополнительные истории о необычных событиях и явлениях.

## Переводы на западные языки

### Английский
- Ages ago: thirty-seven tales from the Konjaku Monogatari Collection. Jones, Susan Wilbur, tran. Cambridge, Mass.: Harvard University Press. 1959
- Dykstra, Yoshiko Kurata, trans. The Konjaku Tales: Indian Section: From a Medieval Japanese Collection. Hirakata, Osaka: Intercultural Research Institute, Kansai University of Foreign Studies, 1986.
- Dykstra, Yoshiko Kurata, trans. The Konjaku Tales: Chinese Section: From a Medieval Japanese Collection. Hirakata, Osaka: Intercultural Research Institute, Kansai University of Foreign Studies, 1994.
- Dykstra, Yoshiko Kurata, trans. The Konjaku Tales: Japanese Section: From a Medieval Japanese Collection. 3 vols. Hirakata, Osaka: Intercultural Research Institute, Kansai University of Foreign Studies, 1998, 2001, 2003.

### Русский
- Стародавние повести / Предисловие, перевод и комментарий В. С. Сановича // Сердце зари. Восточный альманах. — Вып. 1. — М.: Художественная литература, 1973. — С. 517—540.
- Стародавние повести / Предисловие, перевод и комментарий В. С. Сановича // Библиотека всемирной литературы. Серия первая. — Том 18. Классическая проза Дальнего Востока. — М.: Художественная литература, 1975. С. 649—657.
- Стародавние повести / Предисловие, перевод и комментарий В. С. Сановича // Луна в тумане. — М.: Правда, 1988. — С. 123—150.
- Стародавние повести / Предисловие, перевод и комментарий В. С. Сановича // Тысяча журавлей. Антология классической японской литературы VIII—XIX вв. — СПб.: Азбука-классика, 2005. — С. 324—346.